# Frank Bakke-Jensen
Frank Bakke-Jensen (født 8. marts 1965 i Båtsfjord i Finnmark) er en tidligere norsk politiker (Høyre) og den norske forsvarsminister siden 20. oktober 2017.  I Erna Solbergs regering var han minister for EØS, EU og nordisk samarbejde 2016-2017 og forsvarsminister 2017-2021. I september 2020 blev han udnævnt til fiskeridirektør.
Han var valgt til Stortinget fra Finnmark fra 2009 til 2021 efter at have været borgmester i Båtsfjord 2007-2009. Bakke-Jensen har fungeret i Stortingets industriudvalg som Høyres fiskeripolitiske talsmand. Ved parlamentsvalget 2017 var han Høyres første kandidat i Finnmark. Erna Solbergs regering blev han først udnævnt til den norske EØS- og EU-minister den 20. december 2016, før han den 20. oktober 2017 blev udnævnt til Norges forsvarsminister.